# 동구청로
동구청로(Donggucheong-ro)는 대전광역시 동구 산내동 에서 동구 판암동 판암역네거리를 잇는 도로이다.

## 주요 경유지
대전광역시
- 동구 (산내동 . 판암동)

## 노선
| 이름          | 접속 노선                        | 소재지     | 소재지 | 비고 |
| ------------- | -------------------------------- | ---------- | ------ | ---- |
| (이름없음)    | 대전로                           | 대전광역시 | 동구   |      |
| 은어송네거리  | 대전광역시도 제70호선 (은어송로) | 대전광역시 | 동구   |      |
| 가오고네거리  | 대전광역시도 제88호선 (신기로)   | 대전광역시 | 동구   |      |
| 가오지하차도  |                                  | 대전광역시 | 동구   |      |
| 판암역네거리  | 국도 제4호선 (옥천로)            | 대전광역시 | 동구   |      |
| 동부로와 직결 |                                  |            |        |      |

## 주요 건물 및 시설
- 스타벅스 대전가오점 (동구청로 101/가오동 604)
- 대전가오동우체국 (동구청로 117/가오동 561-1)
- 동구청 (동구청로 147/가오동 425)
- 대전광역시보건지소 (동구청로 147/가오동 425)